# Gottfried August Ludwig Hanstein

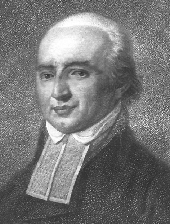
Gottfried August Ludwig Hanstein

Gottfried August Ludwig Hanstein (* 7. September 1761 in Magdeburg; † 25. Februar 1821 in Berlin) war ein evangelischer Theologe und Oberkonsistorialrat.

## Leben
Der Sohn eines Kriminalrates war Schüler der Magdeburger Domschule unter Gottfried Benedict Funk. Nach dem Studium der Theologie, Philosophie, Mathematik und Physik an der Universität Halle kehrte August Hanstein im Jahr 1782 in seine Heimatstadt zurück und wirkte als Lehrer an der Domschule.
Fünf Jahre später wurde er Pfarrer in Tangermünde. Hier festigte er seinen guten Ruf als Erzieher und Kanzelredner. Hansteins Interessenschwerpunkt lag auf der praktischen Homiletik (Predigtlehre). Er wurde bekannt als Ausbilder des Predigernachwuchses und galt neben Friedrich Schleiermacher als herausragender Homiletiker seiner Zeit.
Sein wichtigster Förderer wurde der einflussreiche Theologe und Oberkonsistorialrat Wilhelm Abraham Teller. Diesem war es zu verdanken, dass Hanstein 1803 vom Domkapitel in Brandenburg zum Oberdomprediger berufen wurde. Dort lehrte er auch an der Ritterakademie. Seine Karriere machte einen großen Sprung, als er im November 1804 von König Friedrich Wilhelm III. zum künftigen Nachfolger Tellers nach Berlin berufen wurde. Nach dessen unerwartet plötzlichem Tod im Dezember 1804 wurde Hanstein Tellers Nachfolger in dessen verschiedenen Ämtern. Er wurde Propst der Petrikirche, Superintendent der Diözese Berlin und Mitglied des Lutherischen Oberkonsistoriums zu Berlin.
Seine Wirkenszeit an der Petrikirche wurde überschattet durch den schweren Brand, der am 20. September 1809 das Kirchengebäude völlig zerstörte. In diesem Jahr wurde Hanstein nach Auflösung des Oberkonsistoriums in die „Sektion für Kultur und Unterricht“ des preußischen Innenministeriums berufen. Hanstein nahm als Vortragender Rat an der Vorbereitung der Maßnahmen Anteil, die mit der 1817 vollzogenen lutherisch-reformierten Kirchenunion in Preußen (Evangelische Kirche in den Königlich Preußischen Landen) verbunden waren. Als Theologe ganz der Aufklärung verpflichtet, verkörperte Hanstein einen von der Empfindsamkeit beeinflussten supranaturalistischen Rationalismus.
Beim preußischen Königspaar stand Hanstein in hohem Ansehen. Unter dem Protektorat von Königin Luise war Hanstein Mitgründer des Luisenstifts, einer Anstalt zur Erziehung sittlich gefährdeter Knaben.
Die Tätigkeit Hansteins fiel in die Zeit der tiefen Krise des preußischen Staates nach der militärischen Niederlage gegen Kaiser Napoleon im Jahr 1806. Der prominente Prediger war zwischen 1808 und 1814 als patriotischer Kanzelredner beliebt. Auch nach Ende der Befreiungskriege fanden seine als vorbildlich geltenden Predigten publizistische Verbreitung.
An seinem Grab hielt Schleiermacher die Trauerrede. August Hanstein hinterließ eine Familie. Sein Sohn Wilhelm, ein Jurist, wurde als Schachspieler bekannt. Ein weiterer Sohn August Hanstein verstarb bereits 1827. Ihm widmete Fanny Hensel eine Fuge und das Lied Sehnsucht. An einen sterbenden Freund. Der Komponist Felix Draeseke war ein Enkel Hansteins.

## Werke (Auswahl)
- Erinnerungen an Jesus Christus, 1808 (mehrfache Auflagen bis 1820)
- Die ernste Zeit. Predigten in den Jahren 1813 und 1814 gehalten, 1815
- Das Leben im Glauben. Predigten (2 Bände), 1831.